# In Another’s Eyes
«In Another’s Eyes» («В других глазах») — песня американских кантри-музыкантов Триши Йервуд и Гарта Брукса. Стала вторым синглом с альбома (Songbook) A Collection of Hits Триши Йервуд, а также вошла в альбом Гарта Брукса Sevens. Выпущенная в 1997 году, данная песня достигла 2-го места в американском хит-параде журнала Биллборд Billboard Hot Country Singles & Tracks.

## История дуэта
Американские кантри-исполнители Гарт Брукс и Триша Йервуд впервые встретились в студии в 1987 году, когда их музыкальная карьера ещё только начиналась. Они начали запись совместной песни, которая в дальнейшем так и не была издана. В 1991 году Гарт Брукс участвовал в записи сингла «Like We Never Had a Broken Heart» для канадского издания альбома Триши Йервуд Trisha Yearwood.
Полноценным студийным дуэтом двух исполнителей стала песня «In Another’s Eyes», вошедшая и в альбом Триши Йервуд (Songbook) A Collection of Hits и в альбом Гарта Брукса Sevens. Брукс стал одним из трех авторов этой песни, другими двумя стали Бобби Вуд и Джон Пеппард. Выпущенная в качестве сингла, песня пользовалась успехом у слушателей, достигнув 2-го места в «профильном» американском кантри чарте Billboard Hot Country Singles & Tracks. В 1998 году песня была удостоена премии «Грэмми» за лучшее совместное вокальное кантри-исполнение.

## Позиции в чартах
| Чарт (1997)                                | Наивысшая позиция |
| ------------------------------------------ | ----------------- |
| США Billboard Hot Country Singles & Tracks | 2                 |
| Канада RPM Country Tracks                  | 2                 |

## Награды
- Премия «Грэмми» (1998) — за лучшее совместное вокальное кантри-исполнение